# Хакан Чалханоглу
Хакан Чалханоглу (тур. Hakan Çalhanoğlu; 8. фебруар 1994) турски је фудбалер њемачког поријекла, који тренутно игра за Интер и репрезентацију Турске на позицији офанзивног везног и крила. Познат је по способности да постиже голове из слободних удараца.
Каријеру је почео у Карлсруеу 2010. године, одакле је прешао у Хамбургер 2013, гдје је провео само једну сезону и у јулу 2014. године прешао је у Бајер Леверкузен за 14,5 милиона евра. За Леверкузен одиграо је 115 утакмица и постигао 28 голова, након чега је на љето 2017. године прешао у Милан за 20 милиона евра. У јуну 2021. као слободан играч је прешао у Интер, са којим је потписао трогодишњи уговор.
Рођен је у Њемачкој, али се одлучио да игра за репрезентацију Турске, јер су његови родитељи поријеклом из Трабзона. Дебитовао је за репрезентацију Турске до 16 година 2010, након чега је играо за репрезентације до 17, 19, 20 и 21 године. Наступао је за репрезентацију Турске до 20 година на Свјетском првенству 2013, гдје је одиграо све четири утакмице и постигао гол у групној фази против Аустралије. За сениорску репрезентацију дебитовао је 2013. године, након чега је био члан тима на Европским првенствима 2016. и 2020.

## Клупска каријера

### Карлсруе
Чалханоглу је рођен у Мајнхајму, Баден-Виртемберг, каријеру је почео 2011. године у Карлсруеу, који се такмичио у Бундеслиги 2. Карлсруе је сезону завршио на 16 мјесту и играо је плеј оф за опстанак, против Јан Регензбурга. Прва утакмица завршена је 1:1, у реваншу је било 2:2 и Карлсруе је испао у Трећу лигу због мање голова постигнутих у гостима; Чалханоглу је играо на обје утакмице. На љето 2012. потписао је четворогодишњи уговор са Хамбургером, али је послат на позајмицу у Карлсруе за сезону 2012/13. На првој утакмици у оквиру Треће лиге, постигао је два гола у ремију 2:2 са Хејденхајмом, оба из слободних удараца. Трећи гол постигао је у четвртом колу, у ремију 1:1 са Оснабриком и тиме постао једини стријелац тима у прва четири кола. По два гола постигао је у побједи 3:2 на гостовању Оснабрику у 23 колу, и у побједи 4:1 против Шемницера у 35 колу. Одиграо је 36 утакмица и постигао 17 голова, завршивши сезону као најбољи стријелац тима и четврти стријелац лиге. Карлсруе је завршио на првом мјесту и пласирао се у Другу лигу.

### Хамбургер
Након једногодишње позајмице у Карлсруеу, Чалханоглу је званично дошао у Хамбургер на љето 2013. године. Дебитовао је у августу, на утакмици првог кола Бундеслиге, на којој је Хамбургер играо неријешено, 3:3 на гостовању Шалкеу. Чалханоглу је играо до 74 минута, када га је замијенио Денис Аого. Први гол за Хамбургер и прво гол у Бундеслиги постигао је 31. августа, у побједи 4:0 против Ајнтрахт Брауншвајга. У игру је ушао у 79 минуту, умјесто Рафаела ван дер Варта, а гол је постигао минут касније, након чега је постигао гол из слободног ударца у 91 минуту, за прву побједу Хамбургера у сезони.
На дан 5. фебруара 2014. године, продужио је уговор на још двије године, до 2018. године. У 22 колу, постигао је гол из слободног ударца, са удаљености од 37 m, против Борусије Дортмунд за 3:0. Није покушао да пребаци живи зид, већ је шутирао у страну и лопта је отишла у гол; након утакмице био је одушевљен и изјавио је: „погодио сам слободан ударац онако како радим стално на. тренингу. Одушевљен сам што успио!“ Први црвени картон у каријери добио је 26. марта, на утакмици против Штутгарта у 26 колу, након што је добио други жути картон у 53. минуту.
Хамбургер је сезону завршио на 16 мјесту, због чега је играо бараж за опстанак у лиги. Чалханоглу је одиграо 32 утакмице и постигао 11 голова, завршивши као други најбољи стријелац клуба, иза Пјер Мишела Ласоге који је постигао 13 голова. У баражу је играо са Гројтер Фиртом; обје утакмице су завршене неријешено, али је Хамбургер опстао због више голова постигнутих у гостима, задржавши тако статус јединог клуба који је сваку сезону провео у Бундеслиги.

### Бајер Леверкузен
Хамбургер првобитно није хтио да прода Чалханоглуа другим клубовима из Њемачке, али су промијенили одлуку након што су купили Ласога из Херте, истакавши да им одбијање није финансијски исплативо. На дан 4. јула 2014, прешао је у Бајер Леверкузен, за 14,5 милиона евра. Са Леверкузеном је потписао петогодишњи уговор. Прије трансфера, Чалханоглу је узео боловање у Хамбургеру, а одлазак је правдао тиме да је био под стресом због агресивног понашања навијача, који су му, између осталог, вандализовали аутомобил. Такође је критиковао директора клуба, Оливера Крајзера, кога је оптужио за издају. Његов прелазак је касније критиковао Сон Хјунгмин, као одговор на критике Чалханоглуа, који је прелазак Хјунгмина у Тотенхем назвао „лошим савјетом“.
За клуб је дебитовао 19. августа, у првој утакмици плеј офа за пласман у Лигу шампиона за сезону 2014/15, на којој је Леверкузен побиједио 3:2 на гостовању против Копенхагена. Четири дана касније, играо је прву утакмицу за клуб у Бундеслиги, у побједи против Борусије Дортмунд у првом колу. Први гол постигао је 27. августа, у реванш утакмици против Копенхагена, на којој је Леверкузен побиједио 4:0 и пласирао се у Лигу шампиона. Први гол у лиги постигао је 12. септембра, када је у оквиру трећег кола Леверкузен играо на домаћем терену неријешено, 3:3, против Вердер Бремена; то је била прва утакмица у сезони, у свим такмичењима, на којој клуб није побиједио. Био је номинован за награду Златни дјечак за 2014. годину, коју је освојио фудбалер Ливерпула, Рахим Стерлинг.
Први гол у Лиги шампиона постигао је у побједи 3:1 против Бенфике у другом колу; постигао је трећи гол, из пенала. Леверкузен је групну фазу завршио на другом мјесту, са десет бодова и пласирао се у осмину финала, У гдје је играо против Атлетико Мадрида. У првој утакмици, одиграној 25. фебруара 2015. године, Леверкузен је побиједио 1:0, а једини гол је постигао Чалханоглу. У реванш утакмици, Атлетико Мадрид је побиједио 1:0, у продужецима није било голова и изводили су се једанаестерци. Чалханоглу је шутирао прво, али му је Јан Облак одбранио; за Леверкузен су промашили још Омер Топрак и Стефан Кислинг и Атлетико Мадрид је побиједио 3:2 и прошао даље. У оквиру 31 кола, на утакмици одиграној 2. маја, постигао је водећи гол, из слободног ударца, у побједи против Бајерн Минхена 2:0. Сезону је завршио са укупно 13 постигнутих голова у свим такмичењима, осам у Бундеслиги и био је четврти стријелац тима, док је најбољи стријелац био Карим Белараби са 12 голова.
Другу сезону у клубу почео је 26. августа, на утакмици против четвртолигаша, Спортфундеа, у оквиру прве рунде Купа Њемачке, на којој је постигао гол у побједи 3:0. Двије недеље касније, постигао је гол из слободног ударца у побједи 1:0 на гостовању Хановеру у оквиру другог кола Бундеслиге. У плеј офу за пласман у Лигу шампиона за сезону 2015/16, Леверкузен је играо против Лација. Након прве утакмице у којој је Лацио побиједио 1:0, Леверкузен је у реваншу у Њемачкој тријумфовао 3:0 и пласирао се у групну фазу; Чалханоглу је постигао водећи гол у 40 минуту. У првој утакмици групне фазе, постигао је два гола у побједи 4:1 против Бате Борисова. Одиграо је цијелу утакмицу у ремију 4:4 против Роме, која је водила 4:2 до 84 минута, након што је претходно Леверкузен водио 2:0. Групну фазу Леверкузен је завршио на трећем мјесту, са шест бодова, као и Рома, која је прошла даље због бољег међусобног скора; Чалханоглу је играо сваку утакмицу. Други гол у лиги постигао је у побједи 3:1 на гостовању Ајнтрахт Франкфурту у оквиру 13 кола, док је трећи и последњи гол у сезони у Бундеслиги постигао у ремију 3:3 на гостовању Аугзбургу у оквиру 25 кола; гол је дао из пенала у 90 минуту. Након испадања из Лиге шампиона, Леверкузен је такмичење наставио у Лиги Европе у сезони 2015/16, гдје је у 1/16 финала играо против Спортинг Лисабона. Чалханоглу је постигао гол у реванш утакмици, у побједи 3:1, за пролаз у осмину финала. Играо је обје утакмице осмине финала, против Виљареала, који је побједом 2:0 у Шпанији прошао у четвртфинале, док је реванш у Њемачкој завршен 0:0. Сезону је завршио са постигнутих осам голова у свим такмичењима, три у Бундеслиги.
Први гол у трећој сезони у Леверкузену постигао је у оквиру првог кола групне фазе Лиге шампиона 2016/17, у ремију 2:2 против ЦСКА Москве, што је био његов 50 гол у сениорској клупској каријери. Први гол у Бундеслиги постигао је у поразу 2:1 од Вердер Бремена, у оквиру седмог кола. Наредне двије утакмице није играо, а гол је постигао и у десетом колу, у побједи 3:2 против Дармштата. У 17 колу, одиграном 22. јануара 2017, постигао је два гола у побједи 3:1 против Херте. На дан 2. јануара 2017. године, суспендован је на четири мјесеца од стране ФИФА, због кршења договора из периода када је играо за Карлсруе. Примио је 1000,000 од турског Трабзонспора, након договора да потпише за клуб, али је касније одлучио да продужи уговор са Карлсруеом. Трабзонспор је првобитно тражио одштету од 100,000 евра и компензацију од милион евра, али је ФИФА пресудила да буде исплаћена само одштета од 100,000 евра, уз четворомјесечну суспензију. Чалханоглу тако није играо до краја сезоне, коју је завршио са постигнутих седам голова у свим такмичењима, шест у Бундеслиги, један у Лиги шампиона.

### Милан
На дан 3. јула 2017. године, прешао је у италијански Милан, са којим је потписао уговор на четири године. Трансфер је првобитно износио 20 милиона евра, али уз разне додатке и бонусе, износио је укупно 24 милиона. Узео је дрес са бројем 10, који су прије њега носили неки од најбољих играча Милана, међу којима и Ђани Ривера, Руд Гулит, Дејан Савићевић, Звонимир Бобан, Руи Коста и Кларенс Седорф.
У такмичарској утакмици дебитовао је у трећем колу квалификација за Лигу Европе за сезону 2017/18, у побједи 2:0 против Университатеа Крајове на Сан Сиру; у игру је ушао у 75 минуту умјесто Суса. Први гол постигао је у оквиру првог кола групне фазе Лиге Европе, у побједи 5:1 на гостовању Аустрији Беч, гдје је уписао и двије асистенције. У Серији А дебитовао је 20. августа, гдје је одиграо цијелу утакмицу првог кола, у побједи 3:0 против Кротонеа. У поразу 2:0 од Роме на Сан Сиру у оквиру седмог кола, добио је црвени картон, након што је добио други жути картон послије прекршаја који је направио над Рађом Наинголаном у 80 минуту. Први гол у лиги постигао је у побједи 4:1 против Кјева у оквиру десетог кола, поставши тако први Турчин који је постигао гол у Серији А након Емреа Белозоглуа 2003. године. Други гол у првенству постигао је у ремију 1:1 против Фјорентине. Чалханоглу је дао изједначујући гол у 74 минуту, након што је Ђовани Симеоне постигао водећи гол за Фјорентину у 71 минуту. Милан је групну фазу Лиге Европе завршио на првом мјесту, након чега је елиминисао Лудогорец у 1/16 финала. У осмини финала играо је против Арсенала, који је прошао даље побиједивши на обје утакмице, 2:0 у Италији и 3:1 у Енглеској, гдје је Чалханоглу постигао једини гол за Милан. Постигао је први гол у побједи 3:2 против Кјева у оквиру 29 кола Серије А, док је постигао водећи гол у побједи против Болоње 2:1 у 35 колу. До краја сезоне постигао је још два гола у лиги; у побједи 4:1 против Хелас Вероне у 36 колу и у побједи 5:1 против Фјорентине у последњем колу. Сезону је завршио са осам постигнутих голова у свим такмичењима, шест у Серији А, два у Лиги Европе.
Први гол у сезони 2018/19, постигао је на утакмици петог кола групне фазе Лиге Европе, у којој је Милан побиједио Диделанж 5:2. У последњем колу изгубио је од Олимпијакоса 3:1 и завршио је групну фазу на трећем мјесту. Први гол у Серији А постигао је у побједи 3:1 на гостовању против Аталанте у 24 колу; друга два гола постигао је Кжиштоф Пјонтек.

## Репрезентативна каријера
„Захваљујем Њемцима што сам постао фудбалер. Али част је играти за репрезентацију Турске. Желим да будем турски %Месут Езил.

Чалханоглу о одлуци да игра за репрезентацију Турске..
Иако је рођен у Њемачкој, одлучио је да игра за репрезентацију Турске, јер су његови родитељи поријеклом из Трабзона. Наступао је за Турску у свим млађим категоријама, укључујући и Свјетско првенство за играче до 20 година 2013, које је одржано у Турској. Турска је прошла групну фазу, а у осмини финала је поражена од Француске. У другој утакмици групне фазе, Чалханоглу је постигао изједначујући гол у побједи 2:1 против Аустралије.
За сениорску репрезентацију Турске дебитовао је 6. септембра 2013. године, у утакмици квалификација за Свјетско првенство 2014, у побједи 5:0 против Андоре. У игру је ушао у 82 минуту умјесто Гокана Тореа. Први меч као стартер одиграо је 25. маја 2014, када је Турска у пријатељској утакмици побиједила Републику Ирску 2:1, у Даблину; изашао је из игре у 61 минуту, умјесто њега ушао је Олкан Адин.
Чалханоглу је дијелио хотелску собу са Омером Топраком, након пораза на гостовању Холандији у квалификацијама за Свјетско првенство 2014, када су Гокан Торе и његов пријатељ ушли у собу наоружани и пријетили им, наводно због тога што је бивша дјевојка Гокана Тореа излазила са пријатељем Омера Топрака. Инцидент није објављен турским медијима, али га је Чалханоглу открио у интервјуу њемачкој телевизији ZDF. Торе се није враћао у репрезентацију до октобра 2014, када су Топрак и Чалханоглу били повријеђени. Након што су се опоравили, селектор Фатих Терим их је изоставио са списка за пријатељску утакмицу против Бразила и утакмицу квалификација за Европско првенство 2016 против Казахстана, док је Торе остао у тиму. Чалханоглу је тражио објашњење за изостављање са списка, док је Терим изјавио да Торе заслужује да му се опрости. Чалханоглу и Торе су се помирили у јуну 2015. године.
На дан 31. марта 2015, Чалханоглу је постигао први гол за репрезентацију, у побједи 2:1 на гостовању против Луксембурга, три минута прије краја. У пријатељској утакмици против Бугарске, постигао је два гола у побједи 4:0. Први гол у такмичарској утакмици постигао је 10. октобра, у побједи 2:0 на гостовању Чешкој у оквиру квалификација за Европско првенство 2016.
Чалханоглу је постао први Турчин који је постигао гол против Енглеске, у 11 утакмица које су одиграле двије репрезентације. У пријатељској утакмици одиграној 22. маја 2016, на градском стадиону у Манчестеру, постигао је изједначујући гол у поразу 2:1.

## Стил игре
Чалханоглу је због стила игре поређен са Месутом Езилом, фудбалером Њемачке, турског поријекла. Изразио је жељу да буде еквивалент Езилу у репрезентацији Турске.
Познат је по способности да постиже голове из слободних удараца, и изградњи технике извођења слободних удараца какву имају Кристијано Роналдо и Жунињо Пернамбукано. У децембру 2013. године, радио станица Talksport, описала га је као „плејмекера коме је суђен врх“, наводећи његову посвијећеност и способност добрих пасова. Бивши енглески фудбалер, Овен Харгривс, изјавио је у интервјуу за BT Sport, у августу 2015, да би стил игре Чалханоглуа одговарао Ливерпулу или Тотенхему.
Упрској бројним похвалама на почетку каријере и почетком двадесетих, каснијих година добио је и бројне критике. Морао је да се прилагоди позицији на крилу, због одсуства улоге класичног плејмејкера у тимовима у којима је играо, посебно у Милану. Критикован је такође због мањка физичких способности и генерално због несталности његових перформанси. Као његова снага наведени су дриблинг, пасови, као и визија игре.

## Приватни живот
Његов млађи брат, Мухамед Чалханоглу је такође професионални фудбалер, који је такође наступао за Валдолф Манхајм и Карлсруе, након чега је играо у нижим дивизијама у Аустрији и Турској.
У јануару 2017. године, објавио је видео на твитеру, у коме је подржао кампању предсједника Турске, Реџепа Тајипа Ердогана, пред Уставотворни референдум 2017. године. Представник Бајер Леверкузена за односе са јавношћу, Дирк Меш, изјавио је да је клуб разговарао са Чалханоглуом око твита.

## Статистика каријере

### Клубови
Ажурирано након утакмице игране 8. априла 2025.
| Клуб              | Сезона            | Лига              | Лига  | Лига | Куп   | Куп  | Континентално | Континентално | Остало | Остало | Укупно | Укупно |
| Клуб              | Сезона            | Лига              | Утак. | Гол. | Утак. | Гол. | Утак.         | Гол.          | Утак.  | Гол.   | Утак.  | Гол.   |
| ----------------- | ----------------- | ----------------- | ----- | ---- | ----- | ---- | ------------- | ------------- | ------ | ------ | ------ | ------ |
| Карлсруе          | 2011/12.          | 2. Бундеслига     | 14    | 0    | —     | —    | —             | —             | 2      | 0      | 16     | 0      |
| Карлсруе          | 2012/13.          | 3. Лига Њемачке   | 36    | 17   | 3     | 0    | —             | —             | —      | —      | 39     | 17     |
| Карлсруе          | Укупно            | Укупно            | 50    | 17   | 3     | 0    | 0             | 0             | 2      | 0      | 55     | 17     |
| Хамбургер         | 2013/14.          | Бундеслига        | 32    | 11   | 4     | 0    | —             | —             | 2      | 0      | 38     | 11     |
| Бајер Леверкузен  | 2014/15.          | Бундеслига        | 33    | 8    | 4     | 2    | 10            | 3             | —      | —      | 47     | 13     |
| Бајер Леверкузен  | 2015/16.          | Бундеслига        | 31    | 3    | 3     | 1    | 12            | 4             | —      | —      | 46     | 8      |
| Бајер Леверкузен  | 2016/17.          | Бундеслига        | 15    | 6    | 1     | 0    | 6             | 1             | —      | —      | 22     | 7      |
| Бајер Леверкузен  | Укупно            | Укупно            | 79    | 17   | 8     | 3    | 28            | 8             | 0      | 0      | 115    | 28     |
| Милан             | 2017/18.          | Серија А          | 31    | 6    | 4     | 0    | 10            | 2             | —      | —      | 45     | 8      |
| Милан             | 2018/19.          | Серија А          | 36    | 3    | 4     | 0    | 5             | 1             | 1      | 0      | 46     | 4      |
| Милан             | 2019/20.          | Серија А          | 35    | 9    | 3     | 2    | —             | —             | —      | —      | 38     | 11     |
| Милан             | 2020/21.          | Серија А          | 33    | 4    | 1     | 0    | 9             | 5             | —      | —      | 43     | 9      |
| Милан             | Укупно            | Укупно            | 135   | 22   | 12    | 2    | 24            | 8             | 1      | 0      | 172    | 32     |
| Интер             | 2021/22.          | Серија А          | 34    | 7    | 5     | 1    | 6             | 0             | 1      | 0      | 46     | 8      |
| Интер             | 2022/23.          | Серија А          | 33    | 3    | 3     | 0    | 12            | 1             | 1      | 0      | 49     | 4      |
| Интер             | 2023/24.          | Серија А          | 32    | 13   | 0     | 0    | 6             | 1             | 2      | 1      | 40     | 15     |
| Интер             | 2024/25.          | Серија А          | 23    | 5    | 3     | 2    | 8             | 3             | 2      | 0      | 36     | 10     |
| Интер             | Укупно            | Укупно            | 122   | 28   | 11    | 3    | 32            | 5             | 6      | 1      | 171    | 37     |
| Укупно у каријери | Укупно у каријери | Укупно у каријери | 417   | 95   | 38    | 8    | 84            | 21            | 11     | 1      | 551    | 125    |

1. ↑  Наступи у плеј офу Друге Бундеслиге
2. ↑  Наступи у плеј офу за опстанак у Бундеслиги
3. 1 2 3 4 5 6  Наступи у Лиги шампиона
4. ↑  Осам наступа и три гола у Лиги шампиона, четири наступа и један гол у Лиги Европе
5. 1 2 3  Наступи у Лиги Европе
6. ↑  Наступ у Суперкупу Италије
7. ↑  Наступ у Суперкупу Италије
8. ↑  Наступ у Суперкупу Италије
9. ↑  Наступ у Суперкупу Италије
10. ↑  Наступ у Суперкупу Италије

### Репрезентација
Ажурирано након утакмице игране 23. марта 2025.
| Репрезентација | Година | Наступи | Голови |
| -------------- | ------ | ------- | ------ |
| Турска         |        |         |        |
| 2013.          | 1      | 0       |        |
| 2014.          | 4      | 0       |        |
| 2015.          | 10     | 4       |        |
| 2016.          | 11     | 4       |        |
| 2017.          | 6      | 0       |        |
| 2018.          | 7      | 1       |        |
| 2019.          | 9      | 1       |        |
| 2020.          | 5      | 1       |        |
| 2021.          | 14     | 3       |        |
| 2022.          | 8      | 3       |        |
| 2023.          | 8      | 0       |        |
| 2024.          | 12     | 3       |        |
| 2025.          | 2      | 1       |        |
| Укупно         | Укупно | 97      | 21     |

#### Голови за репрезентацију
Ажурирано након утакмице игране 23. марта 2025. 
| ‡ | Гол из пенала |

| Број | Датум               | Стадион                                           | Противник  | Гол за | Коначан резултат | Такмичење                                 |
| ---- | ------------------- | ------------------------------------------------- | ---------- | ------ | ---------------- | ----------------------------------------- |
| 1    | 31. март 2015.      | Стадион Жози Бартел, Луксембург, Луксембург       | Луксембург | 2:1    | 2:1              | Пријатељска утакмица                      |
| 2    | 8. јун 2015.        | Стадион Реџеп Тајип Ердоган, Касимпаша, Турска    | Бугарска   | 1:0    | 4:0              | Пријатељска утакмица                      |
| 3    | 8. јун 2015.        | Стадион Реџеп Тајип Ердоган, Касимпаша, Турска    | Бугарска   | 2:0    | 4:0              | Пријатељска утакмица                      |
| 4    | 10. октобар 2015.   | Џенерали Арена, Праг, Чешка                       | Чешка      | 2:0    | 2:0              | Квалификације за Европско првенство 2016. |
| 5    | 29. март 2016.      | Стадион Ернст Хапел, Беч, Аустрија                | Аустрија   | 1:1    | 2:1              | Пријатељска утакмица                      |
| 6    | 22. мај 2016.       | Градски стадион у Манчестеру, Манчестер, Енглеска | Енглеска   | 1:1    | 1:2              | Пријатељска утакмица                      |
| 7    | 5. септембар 2016.  | Стадион Максимир, Загреб, Хрватска                | Хрватска   | 1:1    | 1:1              | Квалификације за Свјетско првенство 2018. |
| 8    | 6. октобар 2016.    | Торку арена, Конија, Турска                       | Украјина   | 2:2 ‡  | 2:2              | Квалификације за Свјетско првенство 2018. |
| 9    | 10. септембар 2018. | Френдс арена, Солна, Шведска                      | Шведска    | 1:2    | 3:2              | Лига нација 2018/19 — Лига Б              |
| 10   | 22. март 2019.      | Лоро Боричи, Скадар, Албанија                     | Албанија   | 2:0    | 2:0              | Квалификације за Европско првенство 2020. |
| 11   | 14. октобар 2020.   | Турк Телеком Арена, Истанбул, Турска              | Србија     | 1:2    | 2:2              | Лига нација 2020/21 — лига Б              |
| 12   | 24. март 2021.      | Олимпијски стадион Ататурк, Истанбул, Турска      | Холандија  | 3:0    | 4:2              | Квалификације за Свјетско првенство 2022. |
| 13   | 30. март 2021.      | Олимпијски стадион Ататурк, Истанбул, Турска      | Летонија   | 2:0    | 3:3              | Квалификације за Свјетско првенство 2022. |
| 14   | 4. септембар 2021.  | Стадион Викторија, Гибралтар                      | Гибралтар  | 2:0    | 3:0              | Квалификације за Свјетско првенство 2022. |
| 15   | 11. јун 2022.       | Стадион Луксембург, Луксембург, Луксембург        | Луксембург | 1:0    | 2:0              | Лига нација 2022/23 — лига Ц              |
| 16   | 14. јун 2022.       | Стадион Гурсел Аксел, Измир, Турска               | Литванија  | 2:0    | 2:0              | Лига нација 2022/23 — лига Ц              |
| 17   | 19. новембар 2022.  | Стадион Газијантеп, Газијантеп, Турска            | Чешка      | 2:1    | 2:1              | Пријатељска утакмица                      |
| 18   | 26. март 2024.      | Стадион Ернст Хапел, Беч, Аустрија                | Аустрија   | 1:1    | 1:6              | Пријатељска утакмица                      |
| 19   | 26. јун 2024.       | Фолкспаркстадион, Хамбург, Немачка                | Чешка      | 1:0    | 2:1              | Европско првенство 2024.                  |
| 20   | 14. октобар 2024.   | Стадион Лаугардалсвелур, Рејкјавик, Исланд        | Исланд     | 2:1    | 4:2              | Лига нација 2024/25. А                    |
| 21   | 23. март 2025.      | Пушкаш арена, Будимпешта, Мађарска                | Мађарска   | 1:0    | 3:0              | Лига нација 2024/25. – плеј оф            |

## Највећи успеси

### Карлсруе
- Трећа лига Немачке (1) : 2012/13.

### Интер
- Серија А (1) : 2023/24.
- Куп Италије (2) : 2021/22, 2022/23.
- Суперкуп Италије (3) : 2021, 2022, 2023.
- Лига шампиона : финале 2022/23.

### Индивидуална признања
- Играч сезоне Треће лиге Немачке (1) : 2012/13.
- Најбољи фудбалер Турске (1) : 2021.
- МВП мјесеца Серије А (2) : децембар 2020[97], новембар 2021.
- Најбољи тим Серије А (1) : 2022/23.